# Rauisuchidae
Die Rauisuchidae sind ein Taxon ausgestorbener räuberisch lebender Reptilien aus der Gruppe der Archosauria. Sie lebten von der unteren bis zur oberen Trias und erreichten bis zu zehn Meter Länge. 
Körperfossilien und fossile Fährten, die ihnen zugeordnet werden, fand man in Europa, im nördlichen und südlichen Teil des amerikanischen Doppelkontinents und in Ostafrika. Die Spurenfossilien belegen, dass sich die Rauisuchidae quadruped (vierbeinig) fortbewegten. Ihre Hinterbeine waren länger als ihre Vorderbeine und hatten eine weitgehend vertikale Stellung, sie waren also nur wenig abgespreizt und standen mehr oder weniger senkrecht unter dem Körper. Ihr Fußgelenk ähnelt dem der Krokodile, mit denen die Rauisuchidae, gemeinsam mit weiteren Formen, das Taxon der Crurotarsi bilden.

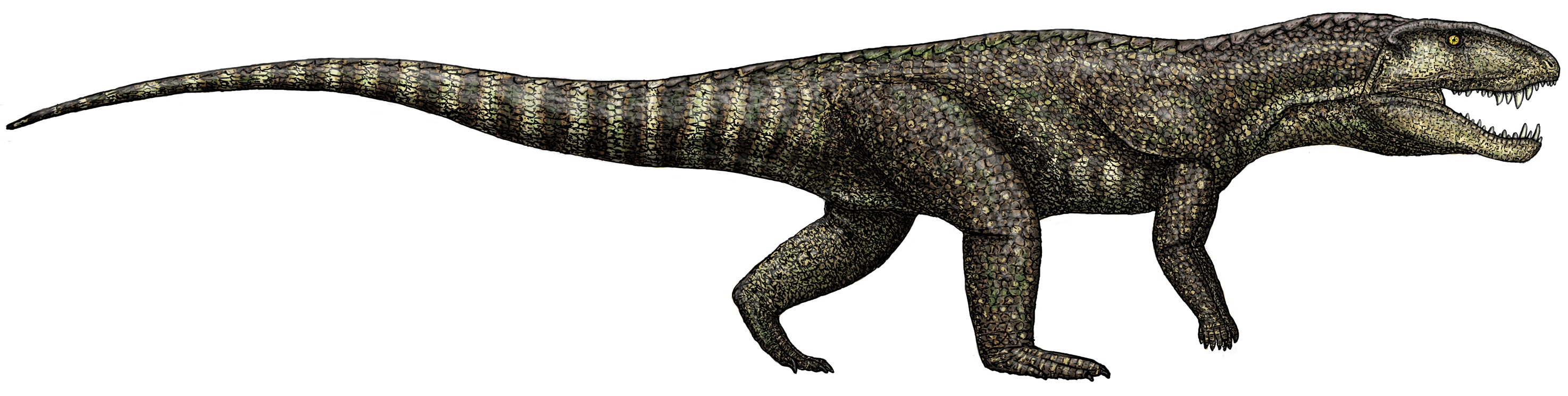
Lebendrekonstruktion des nordamerikanischen Postosuchus kirkpatricki

Die Rauisuchidae waren auf dem Rücken durch zwei Reihen von kleinen Knochenplatten (Osteodermata), auf dem Schwanz durch eine Reihe von Knochenplatten gepanzert. Die Platten waren gelenkig miteinander verbunden. Ein Fortsatz an der Vorderkante einer Knochenplatte griff in eine Kerbe der vorangehenden Platte.
Zu den größten Rauisuchiden gehörte Batrachotomus kupferzellensis aus dem späten Ladinium (Erfurt-Formation) von Deutschland (Fossillagerstätte Kupferzell) mit etwa sechs Meter Länge. Weitere Gattungen sind u. a. Luperosuchus, Postosuchus, Rauisuchus, Prestosuchus, Vivaron und Teratosaurus.